# Forsyth (Geórgia)
Forsyth é uma cidade localizada no estado americano de Geórgia, no Condado de Monroe. Essa cidade é conhecida por ser a terra natal onde moram os Johnstons do reality show 7 Little Johnstons do canal americano TLC.

## Demografia
Segundo o censo americano de 2000, a sua população era de 3776 habitantes.
Em 2006, foi estimada uma população de 4171, um aumento de 395 (10.5%).

## Geografia
De acordo com o United States Census Bureau tem uma área de
12,9 km², dos quais 12,9 km² cobertos por terra e 0,0 km² cobertos por água. Forsyth localiza-se a aproximadamente 212 m acima do nível do mar.

## Localidades na vizinhança
O diagrama seguinte representa as localidades num raio de 28 km ao redor de Forsyth.